# La Caldera

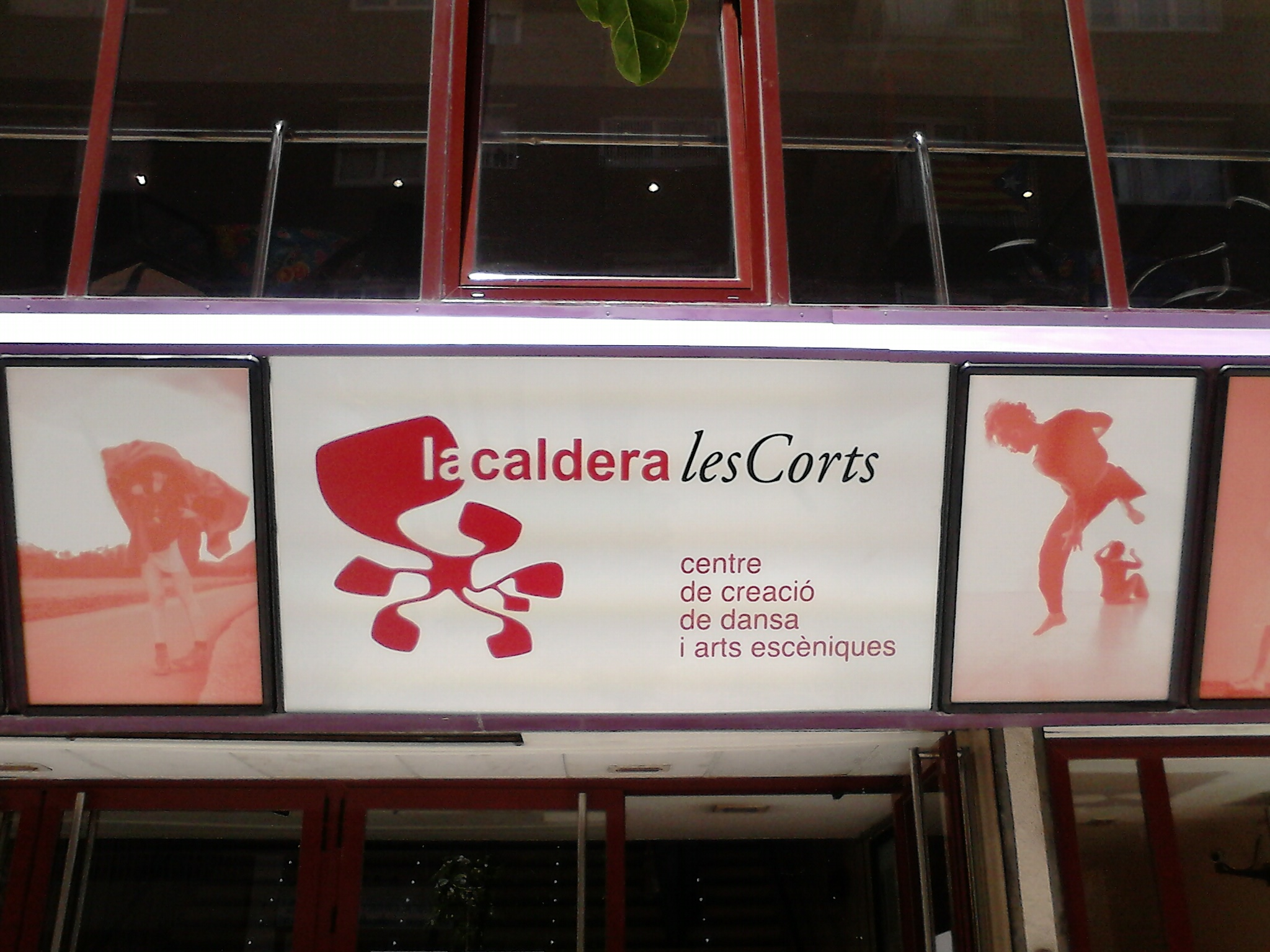
Edifici de La Caldera Les Corts

La Caldera, Centre de Creació de Dansa i Arts Escèniques és una associació que fomenta la creació de la dansa i les arts escèniques a Barcelona. Actualment està ubicada al barri de Les Corts, a l'espai on abans hi havia el cinema Renoir - Les Corts.
És un projecte col·lectiu liderat per un grup d'artistes que neix originalment l'any 1995 a la Vila de Gràcia. Va ser fundat per Montse Colomé, Inés Boza, Alexis Eupierre, Lipi Hernández, Carles Mallol, Toni Mira, Maria Rovira, Álvaro de la Peña, Sol Picó i Carles Salas. Ha estat durant 20 anys un centre de creació de dansa i arts escèniques pioner tant a Catalunya com a l'Estat espanyol.
L'any 2006 fou guardonada amb el Premi Nacional de Dansa, concedit per la Generalitat de Catalunya, per la seva tasca realitzada com a centre independent per a la creació, la investigació i la producció en el camp del moviment i les arts escèniques.
El nou projecte La Caldera Les Corts neix fruit de l'esperit i de l'experiència de La Caldera original i s'incorpora a la xarxa pública de les fàbriques de creació impulsada per l'Ajuntament de Barcelona a l'abril del 2015. En els seus objectius hi ha el de cercar noves formes de producció i de funcionament. Ser un centre de creació que faci possible tot creant les circumstàncies necessàries i adequades, que allò que encara no existeix pugui esdevenir. Els artistes residents han de formar part activa del funcionament del centre, perquè és l'artista qui millor sap allò que necessita per tal de desenvolupar la seva tasca.
El darrer equip de gestió, producció i direcció, juntament amb alguns dels socis fundadors i altres artistes que es van anar afegint en el camí, comença una nova etapa per a dur a terme un projecte públic amb una gestió privada a una nova seu i en un nou barri, el districte de Les Corts. Els actuals socis són: Montse Colomé, Álvaro De La Peña, Inés Boza, Toni Mira, Claudia Moreso, Carles Mallol, Alexis Eupierre, Associació KIAKAHART(director artístic Jordi Cortés), Tantàgora (espai de creació, producció, difusió i innovació de les formes de promoure la literatura), Big Bouncers, Guy Nader, Roser López Espinosa, Iris Heitzinger, Sebastian García Ferro, i Sarah Anglada.